# Exasticolus tuberculatus
Exasticolus tuberculatus är en stekelart som beskrevs av Van Achterberg 1979. Exasticolus tuberculatus ingår i släktet Exasticolus och familjen bracksteklar. Inga underarter finns listade i Catalogue of Life.